# 韦文振
韦文振（?—643年3月31日），京兆郡杜陵县（今陕西省西安市长安区）人，唐朝官员。

## 生平
韦文振原本以校尉的身份跟随唐太宗李世民征伐，以质朴谨慎自持，唐太宗派他辅佐齐王李祐，出任齐王府典军，掌管厩马，韦文振多次劝谏李祐，李祐不听，韦文振就进见齐王长史权万纪诉说，所以李祐内心非常怨恨两人。贞观十七年三月丙辰（643年3月31日），李祐杀死了权万纪，李祐的党羽共同逼迫韦文振一起反叛，韦文振不答应，害怕而骑马逃跑，逃到几里外被追赶的骑兵追上杀死。三月庚午（643年4月14日），朝廷赠予韦文振左武卫将军，追封襄阳县公。